# Vegard Høidalen
Vegard Høidalen, né le 10 mai 1971 à Skien, est un joueur norvégien de beach-volley. 
Avec Jørre Kjemperud, il est médaillé de bronze aux Championnats du monde de beach-volley en 2001, champion d'Europe en 1997 et médaillé de bronze européen en 1998, 2000, 2001 et 2002.